# Schallodenbach
Schallodenbach är en kommun och ort i Landkreis Kaiserslautern i förbundslandet Rheinland-Pfalz i Tyskland.
Kommunen ingår i kommunalförbundet Verbandsgemeinde Otterbach-Otterberg tillsammans med ytterligare 11 kommuner.